# Календар виборів 2020

Карта виборів 2020 року:
Президентські
Парламентські
Загальні
Референдуми
Референдуми та загальні вибори
Немає виборів та референдумів

Цей національний виборчий календар на 2020 рік включає перелік прямих національних / федеральних виборів, які були проведені у 2020 році у всіх суверенних державах та залежних від них територіях. Також до списку включені національні референдуми. Конкретні дати вказані там, де вони відомі.

## Розклад

### Січень
- 5 січня:
  -  Хорватія президентські вибори (2-й тур)[1][2].
  -  Узбекистан, парламентські вибори[en] (2-й тур)[3]
- 9 січня:  Сінт-Мартен (Нідерланди), Парламентські вибори[4]
- 11 січня:  Тайвань, президентські[en] та парламентські вибори[en]
- 19 січня:  Коморські Острови, парламентські вибори (1-й тур)[5]
- 26 січня:  Перу, парламентські вибори[en] парламент
- Токелау (Нова Зеландія), загальні вибори[en]Парламент[6]

### Лютий
- 9 лютого:
  -  Азербайджан, парламентські вибори[en][7]
  -  Камерун, парламентські вибори[en] Національна асамблея[8]
  -  Швейцарія, Референдуми у Швейцарії[9]
- 16 лютого:  Гвінея, парламентські вибори[en]
- 21 лютого:  Іран, вибори до парламенту[en] та Асамблеї експертів[10]
- 22 лютого:  Того президентські вибори[en] Президент Того[11]
- 23 лютого:  Коморські Острови, парламентські вибори (2-й тур)[5]
- 29 лютого:  Словаччина парламентські вибори

### Березень
- 1 березня:  Таджикистан парламентські вибори[12]
- 2 березня:
  -  Гаяна, загальні вибори[en][13]
  -  Ізраїль, парламентські вибори[en][14]
- 19 березня:  Вануату, парламентські вибори[en][15]
- 22 березня:
  -  Республіка Абхазія, президентські вибори[en][16]
  -  Гвінея, парламентські вибори[en][17] та конституційний референдум[en][17]
- 29 березня:  Малі, парламентські вибори[en]
- 31 березня:  Нагірно-Карабаська Республіка, президентські (1-й раунд) та парламентські вибори[en][18]

### Квітень
- 14 квітня:
  -  Нагірно-Карабаська Республіка, (Азербайджан) президентські (2-й раунд) та парламентські вибори[en][19][20]
  -  Кірибаті, парламентські вибори[en] (1-й раунд)[21]
- 15 квітня:  Південна Корея парламентські вибори[en][22]
- 19 квітня:  Малі, парламентські вибори[en] (2-й раунд)
- 21 квітня:  Кірибаті, парламентські вибори[en] (2-й раунд)[21]

### Травень
- 20 травня:
  -  Бурунді, загальні вибори[en]
  -  Сирія, парламентські вибори[en]
- 25 травня:  Суринам, парламентські вибори[en]
- 30 травня:  Ніуе (Нова Зеландія) Парламентські вибори у Ніуе 2020[23][24]

### Червень
- 5 червня:  Сент-Кіттс і Невіс, парламентські вибори[en][25][26]
- 21 червня:  Сербія, парламентські вибори[en][27][28]
- 22 червня:  Кірибаті, президентські вибори[en][29]
- 23 червня:  Малаві, президентські вибори[30]
- 24 червня:  Монголія, парламентські вибори[en][31][32]
- 25 червня — 1 липня:  Росія, Референдум із внесення змін до Конституції[33]
- 27 червня:  Ісландія президентські вибори[en][34]
- 28 червня:  Польща, Вибори Президента Польщі 2020 (1-й раунд) (було 10 травня)[35][36][37]

### Липень
- 5 липня:
  -  Хорватія, Парламентські вибори в Хорватії 2020[38]
  -  Домініканська Республіка, загальні вибори[en][39]

- 9 липня:  Ангілья (Велика Британія) Загальні вибори 2020 року в Ангільї[40][41]
- 10 липня:  Сінгапур, загальні вибори[en][42]
- 12 липня:  Польща, Вибори Президента Польщі 2020 (2-й раунд)[35]
- 15 липня:  Північна Македонія, парламентські вибори[en][43][44]

- 19 липня:  Сирія, парламентські вибори[en][45]

### Серпень
- 5 серпня:  Шрі-Ланка, парламентські вибори[en][46]
- 9 серпня:  Білорусь, президентські вибори[47]
- 10 серпня:  Тринідад і Тобаго, загальні вибори[en][48]
- 11 — 12 серпня:  Єгипет, парламентські вибори (1-й тур)[en][49]
- 12 серпня — 1 вересня: Автономний регіон Бугенвіль (Папуа Нова Гвінея), загальні вибори[en][50]
- 30 серпня:
  -  Чорногорія, парламентські вибори[51]
  -  Ліхтенштейн, референдум[en][52]

### Вересень
- 3 вересня:  Ямайка, загальні вибори[en][53]
- 8 — 9 вересня:  Єгипет, парламентські вибори (2-й тур)[en][49]
- 11 вересня  Іран, парламентські вибори (2-й тур)[en][54]

- 20-21 вересня:  Італія, конституційний референдум[en][55]
- 24 вересня:  Фолклендські Острови (Велика Британія), референдум щодо виборчої системи[56]
- 27 вересня:  Швейцарія, конституційний референдум[en]

### Жовтень
- 1 жовтня:  Бермудські Острови (Велика Британія), загальні вибори[en]
- 2 - 3 жовтня:  Чехія, вибори до сенату (1-й тур)[en]
- 4 жовтня: 
  -  Киргизстан, парламентські вибори
  -  Нова Каледонія (Франція), референдум[en]
- 7 жовтня:  Гернсі (Велика Британія), парламентські вибори[en]
- 11 жовтня: 
  -  Литва, парламентські вибори (1-й тур)[en]
  -  Північний Кіпр (Турецька Республіка Північного Кіпру), вибори Президента[en]
  -  Таджикистан, вибори Президента[12][57]
- 16 - 17 жовтня:  Чехія, вибори до сенату (2-й тур)[en]
- 17 жовтня  Нова Зеландія, загальні вибори та референдуми з питань права вживати коноплі[en] та проводити евтаназію[en]
- 18 жовтня:
  -  Болівія, вибори Президента та до Палати депутатів і сенату[en][58][59]
  -  Гвінея, вибори Президента[en][60]
- 22 - 24 жовтня:  Сейшельські Острови,  президентські[en] та парламентські вибори[en][61][62]
- 24 - 25 жовтня:  Єгипет парламентські вибори (1-й тур, 1-й етап)[en]
- 25 жовтня: 
  -  Україна: Місцеві вибори
  -  Литва, парламентські вибори (2-й тур)[en]
  -  Чилі, національний плебісцит[en][63]
- 28 жовтня:  Танзанія, загальні вибори[en]
- 31 жовтня: 
  -  Грузія, парламентські вибори[64][65]
  -  Кот-д'Івуар, вибори Президента[en]

### Листопад
- 1 листопада:
  -  Алжир, конституційний референдум[en][66]
  -  Молдова, президентські вибори (1-й тур)[67]
  -  Беліз, президентські вибори[en][67]
- 3 листопада:
  -  США, вибори президента та Палати представників і Сенату
  -  Самоа, вибори губернатора і Палати представників[68]
  -  Гуам (США), парламентські вибори[69][70]
  -  Північні Маріанські Острови (США), вибори палати представників та Сенату[71]
  -  Пуерто-Рико (США), вибори губернатора, Палати представників та сенату[72]
  -  Американські Віргінські Острови (США), парламентські вибори[73][74]
- 5 листопада:  Сент-Вінсент і Гренадини, загальні вибори[en]
- 7 — 8 листопада:  Єгипет парламентські вибори (1-й тур, 2-й етап)[en][75]
- 8 листопада:  М'янма, загальні вибори[en][76]
- 10 листопада:  Йорданія, загальні вибори[en][77]
- 11 листопада:  Беліз, загальні вибори[en][78]
- 15 листопада: 
  -  Молдова, президентські вибори (2-й тур)[79]
  -  Україна: Місцеві вибори (2-й тур): вибори міських голів у Одесі, Сумах, Луцьку, Херсоні, Краматорську, Кам'янці-Подільському та м. Українка[80].
- 21 листопада:  Грузія, парламентські вибори (2-й тур)[65][81]
- 22 листопада: 
  -  Буркіна-Фасо, загальні вибори[en][82]
  -  Україна: Місцеві вибори (2-й тур): вибори міських голів у Дніпрі, Кривому Розі, Миколаєві, Слов'янську, Дрогобичі, Ужгороді, Броварах, Бердянську, Полтаві, Львові, Рівному, Черкасах[80].
- 23 — 24 листопада:  Єгипет парламентські вибори (2-й тур, 1-й етап)[en]
- 29 листопада: 
  -  Швейцарія, Листопадовий референдум 2020 у Швейцарії
  -  Україна: Місцеві вибори (2-й тур): вибори міського голови у Чернівцях[80].

### Грудень
- 5 грудня:  Кувейт, загальні вибори[en][83]
- 6 грудня: 
  -  Румунія, парламентські вибори[en]
  -  Венесуела, парламентські вибори[en][84][85]
  -  Україна: Місцеві вибори (2-й тур): вибори міського голови у Кривому Розі[86].

- 7 грудня:  Гана, загальні вибори[en][87]
- 7 - 8 грудня:  Єгипет парламентські вибори (2-й тур, 2-й етап)[en][88]
- 8 грудня:  Ліберія, вибори до Сенату та конституційний референдум[88]
- 27 грудня: 
  -  Центральноафриканська Республіка, загальні вибори[en][89][90]
  -  Нігер, загальні вибори[en][91][92]